# Hopfner HV-6/28
Hopfner HV-6/28 byl malý dopravní letoun vyráběný rakouskou společností Flugzeugbau Hopfner GmbH na konci 20. let. 20. století. Tento letoun byl vybaven vzduchem chlazeným hvězdicovým motorem Walter Castor.

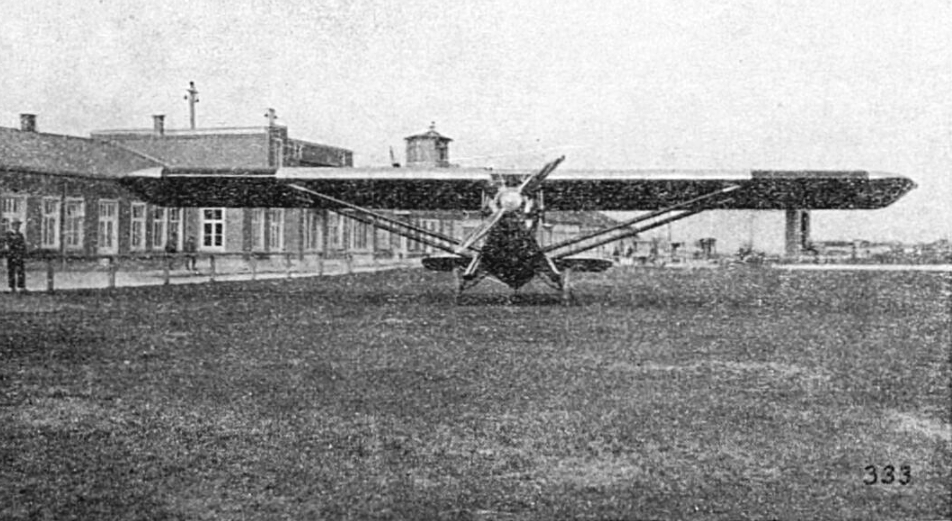
Hopfner HV-6/28

## Vznik a vývoj
Theodor Hopfner po zrušení zákazu výroby letadel v Rakousku (1922) založil leteckou továrnu Flugzeugbau Hopfner GmbH se sídlem a výrobní halou na vídeňském letišti v Aspernu. Byla to první rakouská společnost, která po první světové válce vyrobila letadlo. V roce 1928 současně s vývojem cvičných víceúčelových letadel HS-5/28 a HS-8/29 vyvíjel Theodor Hopfner projekt malého dopravního letadla s názvem Hopfner HV-6/28 (HV.628). První let nového stroje se uskutečnil v roce 1929. Letoun byl osazen novým motorem Akciové továrny automobilů Josef Walter a spol. Walter Castor, který byl ve výrobě právě od roku 1928.
O 8 let později (1936) se k této konstrukci vrátil a postavil dopravní letoun Hopfner HV-8/29GR, který byl vybaven podstatně silnějším motorem Gnome et Rhône Jupiter.

## Popis letounu
Hopfner HV-6/28 byl malý dopravní letoun postavený v Rakousku na konci 20. let. Byl to konvenční hornoplošník s mohutnými vzpěrnými výztuhami křídla a s plně uzavřenou kabinou pro 6 osob. Svými hlavními rozměry a vzhledem připomínal italský dopravní letoun Caproni Ca.97 (rovněž 1929). Jeho konstrukční prvky byly velmi jednoduché a účelně propracované, což skýtalo výhody při opravách a servisu v provozu letadla.
Letoun byl smíšené konstrukce - křídla byla dřevěná, zatímco trup, kormidla a podvozek byly u ocelových trubek. Potah křídel a trupu vesměs z plátna. Vnitřní konstrukce křídla se skládala ze dvou žeberníků, s rozpínacím vyztužením. Přední partie, až k zadnímu žebrování byla zesílena dýhovým pásem. Křídlo bylo na obou stranách připojeno k trupu dvěma čepy a uprostřed své délky bylo podepřeno odspodu šikmo umístěnými vzpěrami z ocelových, válcovitých trubek. Trubky byly opatřeny aerodynamickým opláštěním. Křidélka byla svařena z ocelových trubek a neměla prvky vyvážení. Vodorovná ocasní plocha byla nastavitelná za letu a byla podepřena od trupu dvěma vzpěrkami. Nevyvážené výškové kormidlo bylo vyrobenu v celku. Svislá ocasní plocha s vyvažováním byla nastavitelná pouze na zemi.
Nosná konstrukce trupu byla rovněž svařena z trubek. Před přední hranu křídla vybíhala krytá kabina pro pilota s otevíratelným oknem. To bylo opatřeno zčásti sklem Triplex a zčásti celuloidovými průhlednými deskami. Vchod do kokpitu pilotů byl dveřmi z kabiny pro cestující. Kabina byla vybavena 4 nebo 6 sedadly. Vytápění kabiny zabezpečovaly výfukové plyny od motoru. Vedle každého sedadla bylo poměrně velké, otevíratelné okno se sklem Triplex. Kabina mohla být variantně rozdělena. Skládací stěna mohla dělit kabinu na dvě části. Buď sloužila pro dopravu osob a ve druhé části přeprava zboží. Za kabinou pro cestující byl prostor pro zavazadla.
Kolový podvozek měl nápravu lomenou ve středu její délky. Odpružení nárazů gumovými provazci, které byly v postranních vzpěrách. Všechny vzpěry byly přimontovány k trupu prostřednictvím kardanových závěsů. Každý závěsný kloub byl vybaven maznicemi Técalemit. Standardní ostruha trubkové konstrukce.
Motorové lože bylo vyrobeno z ocelových, nýtovaných plechů a bylo připojeno k draku čtyřmi čepy. Kryt motoru byl snadno odklopitelný pro zajištění dobrého přístupu k motoru. Za motorem se nalézala olejová nádrž, zatímco palivové nádrže byly umístěny po obou stranách trupu.

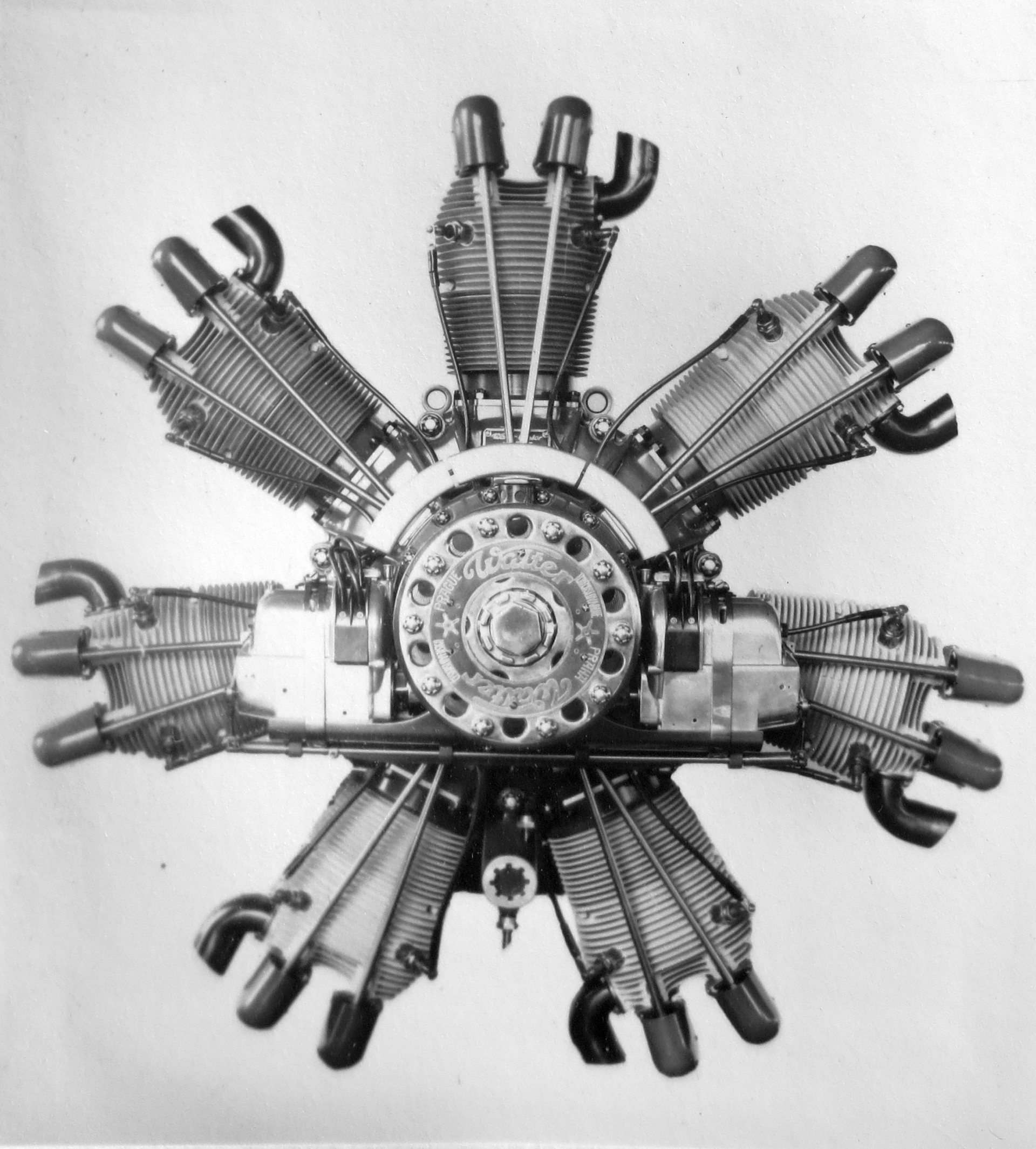
Walter Castor

## Použití
Byl vyroben pouze 1 letoun, který byl 24.4.1929 imatrikulován ve Švýcarsku (CH-186). Byl v provozu v letech 1929-1931. Po 23.4.1931 jeho imatrikulace nebyla obnovena.

## Uživatelé
- Švýcarsko
  - Ostschweizer Aero Gesellschaft St. Gallen (letiště St. Gallen-Altenrhein)

## Specifikace
Údaje dle

### Technické údaje
- Posádka: 1 pilot
- Kapacita: 6 cestujících
- Rozpětí: 16,00 m
- Délka: 10,00 m
- Výška: 2,90 m
- Nosná plocha: 36,4 m2
- Plošné zatížení: 53,5 kg/m2
- Hmotnost prázdného letadla: 1 000 kg
- Vzletová hmotnost: 1950 kg
- Pohonná jednotka: hvězdicový vzduchem chlazený sedmiválcový motor Walter Castor (Castor I)
  - vzletový výkon: 260 k (191,2 kW) při 1850 ot/min
  - jmenovitý výkon: 240 k (179 kW) při 1750 ot/min

- Vrtule: pevná dřevěná vrtule

### Výkony
- Maximální rychlost: 194 km/h
- Cestovní rychlost: 174 km/h
- Přistávací rychlost: 78 km/h
- Praktický dostup: 3 500 m
- Dolet: 250 km
- Stoupavost: na 1 000 m 5 min. 15 s.